# ثابت بن الضحاك الأشهلي
ثابت بن الضحاك بن خليفة الأنصاري صحابي من صحابة النبي محمد.

## حياته
هو ثابِتُ بن الضَّحَّاك بن خليفة بن ثعلبة بن عديِّ بن كعب بن عبد الأشهل الأنصَاريُّ الأوْسيُّ الأشْهليُّ وقيل: الهلاليُّ البَصْرِيُّ، وأمه أسماء بنت مُرْشِدة بن جَبْر من الأوس، يكنى أبا يزيد، وقال البَغَوِيُّ: يكنى أبا زَيْد.
قال ابن عبد البر تبعاً للواقديّ: ولد سنة ثلاث من الهجرة، وقال ابن حجر العسقلاني: «وهو غلط، فلعله ولد سنة ثلاث من البعثة، فإن من يشهد الحديبية سنة ستّ ويبايع فيها كيف يكون مولده بعد الهجرة بثلاث فيكون سنه في الحديبية ثلاث سنين؟».
كان ثابت دليل النبي محمد إلى حمراء الأسد، شهد الشجرة بالحديبية، وكان رديف النبي محمد يوم الخندق، يقال إنه أخو أبي جبيرة بن الضحاك. سكن الشام وانتقل إلى البصرة.
قال عمرو بن علي: مات سنة 45 هـ. وهو الموافق سنة 665 م. وذكر غير واحد منهم ابن سعد وابن منده وهارون الحمال فيما حكاه البغوي وأبو جعفر الطبري وأبو أحمد الحاكم أنه مات في فتنة ابن الزبير زاد بعضهم: في سنة 64 هـ. قال ابن حجر العسقلاني: وهذا عندي أشبه بالصواب من قول عمرو بن علي لأن أبا قلابة صح سماعه منه وأبو قلابة لم يطلب العلم إلا بعد سنة 69 هـ.
وَلَدَ ثابت: عَمْرًا الأكبر، ومحمدًا، وحَمِيدَة، وعَمِيرَة، وأم محمود، وأمُّهم أم عمرو بنت قتادة بن النعمان الظَّفَرِي، وزيدًا، وأمُّه صفية بنت مالك بن نُقَيد، من خُزَاعة، وعونًا، وعَمْرًا الأصغر، ويزيد، والخوصاء، وأمُّهم أم ولد.

## روايته للحديث النبوي
روى عن رسول الله ﷺ، وسمع من عمر بن الخطاب، له 14 حديثا. وروى عنه من أهل البصرة أبو قلابة وعبد الله بن معقل. فروى عنه أبو قِلَابة الجَرْمِي أن ثابت بن الضحاك حدثه أن رسول الله ﷺ قال: «مَنْ حَلَفَ عَلَى يَمِينٍ بِمِلَّةٍ غَيْرِ الإِسْلَامِ كَاذِبًا فَهُوَ كَمَا قَالَ، وَلَيْسَ عَلَى رَجُلٍ نَذْرُ فِيمَا لَا يَمْلِكُ». وروى عنه: أبو قلابة حديثًا آخر في النذر، وقال الكَلَاباذِي: روى عنه أبو قلابة في الجنائز والأدب.
وروى عنه عبد الله بن مَعْقِل بن مُقَرِّن المُزَنيّ أن النبي ﷺ نهى عن المزارعة.